# 홈스주
홈스주(아랍어: مُحافظة حمص)는 시리아를 구성하는 14개 주 가운데 하나로, 시리아에서 면적이 가장 넓은 주이다. 주도는 홈스이며 면적은 42,225km2, 인구는 1,647,000명(2007년 기준)이다. 시리아 중부에 위치하고 있고 북서쪽으로는 타르투스주, 북쪽으로는 하마주와 락까주, 동쪽으로는 데이르에조르주, 남서쪽으로는 리프디마슈크주, 남동쪽으로는 이라크와 요르단, 서쪽으로는 오론테스강을 경계로 레바논과 인접해 있으며 주 중부에는 고대 팔미라 유적이 있다.